# Fermín Aldeguer
Fermín Aldeguer Mengual (ur. 5 kwietnia 2005 w Murcji) – hiszpański motocyklista. Ściga się w motocyklowych mistrzostwach świata od 2021 roku, w swoim debiutanckim sezonie występował w klasie MotoE.

## Kariera

### Moto2
W 2021 roku zaliczył kilka występów zastępczych zamiast kontuzjowanego i zawieszonego Yariego Montelli w kategorii Moto2, jednocześnie rywalizując w pełnym wymiarze godzin w MotoE z zespołem Aspar. Ostatecznie zastąpił Montellę na ostatnie cztery rundy sezonu Moto2 po zakończeniu kampanii MotoE w Misano. Cały sezon Moto2 (2021) zakończył z dwoma punktami w ośmiu wyścigach, 12. miejscem w Mugello i 7. miejscem w Aragonii. Pod koniec sezonu 2021 Aldeguer i zespół Speed Up doszli do nowej, trzyletniej umowy kontraktowej.

## Statystyki

### Sezony
| Sezon               | Klasa               | Motocykl            | Team                | Numer | Wyścigi | Zwycięstwa | Podium | PP | FL | Pkt | Poz. koń.   |
| ------------------- | ------------------- | ------------------- | ------------------- | ----- | ------- | ---------- | ------ | -- | -- | --- | ----------- |
| 2021                | MotoE               | Energetica          |                     | 54    | 7       | 0          | 0      | 1  | 0  | 51  | 9           |
| Razem MotoE         | Razem MotoE         | Razem MotoE         | Razem MotoE         | 54    | 7       | 0          | 0      | 1  | 0  | 51  | 9           |
| 2021                | Moto2               | Boscoscuro          | Speed Up Racing     | 54    | 8       | 0          | 0      | 0  | 0  | 13  | 25          |
| 2022                | Moto2               | Boscoscuro          | Speed Up Racing     | 54    | 20      | 0          | 0      | 2  | 0  | 80  | 15          |
| 2023                | Moto2               | Boscoscuro          | Speed Up Racing     | 54    | 20      | 5          | 7      | 3  | 4  | 187 | 3           |
| 2024                | Moto2               | Boscoscuro          | Speed Up Racing     | 54    | 4       | 1          | 2      | 0  | 1  | 54* | 3*          |
| Razem MotoGP        | Razem MotoGP        | Razem MotoGP        | Razem MotoGP        | 54    | 52      | 6          | 9      | 5  | 5  | 334 | 3,15,25     |
| Razem MotoE i Moto2 | Razem MotoE i Moto2 | Razem MotoE i Moto2 | Razem MotoE i Moto2 | 54    | 59      | 6          | 9      | 5  | 5  | 385 | 4,5,9,15,25 |
| Sezon               | Klasa               | Motocykl            | Team                | Numer | Wyścigi | Zwycięstwa | Podium | PP | FL | Pkt | Poz. koń.   |

### Klasy wyścigowe
| Klasa | Sezon      | Pierwsze GP    | Pierwsze podium      | Pierwsza wygrana     | Wyścigi | Wygrane | Podia | PP | NO | Pkt. | WCh. |
| ----- | ---------- | -------------- | -------------------- | -------------------- | ------- | ------- | ----- | -- | -- | ---- | ---- |
| MotoE | 2021       | Hiszpania 2021 |                      |                      | 7       | 0       | 0     | 1  | 0  | 51   | 0    |
| Moto2 | 2021–      | Włochy 2021    | Wielka Brytania 2021 | Wielka Brytania 2021 | 48      | 5       | 7     | 5  | 4  | 305  | 0    |
| Razem | 2021–teraz | 2021–teraz     | 2021–teraz           | 2021–teraz           | 54      | 4       | 6     | 5  | 3  | 356  | 0    |

WCh. - world champion(mistrz klasy w MotoGP, Moto2, Moto3, MotoE)

### Starty
| Rok  | Klasa  | Motocykl   | 1      | 2      | 3      | 4      | 5       | 6      | 7      | 8      | 9       | 10      | 11     | 12     | 13     | 14     | 15     | 16     | 17     | 18     | 19     | 20    | 21  | 22  | Poz. | Pkt |
| ---- | ------ | ---------- | ------ | ------ | ------ | ------ | ------- | ------ | ------ | ------ | ------- | ------- | ------ | ------ | ------ | ------ | ------ | ------ | ------ | ------ | ------ | ----- | --- | --- | ---- | --- |
| 2021 | MotoE  | Energica   | SPA NU | FRA 15 | CAT 6  | NED 7  | AUT 4   | RSM 7  | RSM2 7 |        |         |         |        |        |        |        |        |        |        |        |        |       |     |     | 9    | 51  |
| 2021 | Moto2  | Boscoscuro | QAT    | DOH    | POR    | SPA    | FRA     | ITA 12 | CAT    | GER NU | NED     | STY     | AUT    | GBR 16 | ARA 7  | RSM    | AME 21 | EMI 16 | ALG 16 | VAL 17 |        |       |     |     | 25   | 13  |
| 2022 | Moto2  | Boscoscuro | QAT 16 | INA 7  | ARG NU | AME NU | POR 7   | SPA NU | FRA NU | ITA 14 | CAT 15  | GER 5   | NED 11 | GBR 15 | AUT NU | RSM NU | ARA 6  | JPN NU | THA NU | AUS 4  | MAL 10 | VAL 4 |     |     | 15   | 80  |
| 2023 | Moto2  | Boscoscuro | POR 13 | ARG 15 | AME 6  | SPA 10 | FRA 8   | ITA NU | GER 8  | NED 4  | GBR 1   | AUT 9   | CAT 13 | RSM NU | IND 12 | JPN 22 | INA 3  | AUS 3  | THA 1  | MAL 1  | QAT 1  | VAL 1 |     |     | 3    | 212 |
| 2024 | Moto2  | Boscoscuro | QAT 16 | POR 4  | AME 3  | SPA 1  | FRA 7   | CAT NU | ITA NU | NED 2  | GER 1   | GBR 12  | AUT 20 | ARA NU | RSM 6  | IND 5  | INA 4  | JPN 12 | AUS 1  | THA NU | MAL    | VAL 9 |     |     | 5    | 182 |
| 2025 | MotoGP | Ducati     | THA 13 | ARG 16 | AME NU | QAT 54 | SPA NU5 | FRA 3  | GBR 8  | ARA 63 | ITA 129 | NED NU7 | GER 5  | CZE 11 | AUT    | HUN    | CAT    | RSM    | JPN    | INA    | AUS    | MAL   | POR | VAL | 10*  | 97* |
| Rok  | Klasa  | Motocykl   | 1      | 2      | 3      | 4      | 5       | 6      | 7      | 8      | 9       | 10      | 11     | 12     | 13     | 14     | 15     | 16     | 17     | 18     | 19     | 20    |     |     | Poz. | Pkt |